# Лоренцаго-ди-Кадоре
Лоренцаго-ди-Кадоре (итал. Lorenzago di Cadore) — коммуна в Италии, располагается в провинции Беллуно области Венеция.
Население составляет 576 человек (2008 г.), плотность населения составляет 21 чел./км². Занимает площадь 28 км². Почтовый индекс — 32040. Телефонный код — 0435.
Покровителями коммуны почитается святые Гермагор и Фортунат, празднование 12 июля.

## Демография
Динамика населения:

## Администрация коммуны
- Официальный сайт: